# Папушево (Псковская область)
Папушево — деревня в Печорском районе Псковской области России. Входит в состав сельского поселения «Лавровская волость».
Расположена в 3 км к юго-востоку от волостного центра, деревни Лавры и в 35 км к югу от райцентра, города Печоры.

## Население
Численность населения деревни по оценке на конец 2000 года составляла 47 жителей.
| 2001 | 2002 | 2010 |
| ---- | ---- | ---- |
| 47   | ↘33  | ↗39  |